# Prokatedra św. Franciszka z Asyżu w Trypolisie
Prokatedra św. Franciszka z Asyżu – rzymskokatolicka świątynia w Trypolisie, stolicy Libii. Od 1970 roku, od czasu przekształcenia ówczesnej katedry w meczet, jest siedzibą wikariatu apostolskiego Trypolisu.

## Architektura
Kościół modernistyczny. Posiada 3 nawy, w dwóch bocznych znajdują się empory.